# Bronisław Grudziński
Bronisław Grudziński (ur. 4 lutego 1911 w Sławkowie, zm. 4 stycznia 1992 tamże) – oficer WP, uczestnik obrony Westerplatte.

## Życiorys
Syn Stanisława i Marii z domu Ficińskiej. Był najmłodszym z piątki rodzeństwa. Ukończył siedem klas szkoły powszechnej. W marcu 1933 został powołany do służby wojskowej w 2 Pułku Piechoty Legionów w Sandomierzu. Od października 1933 odbywał kurs w szkole podoficerskiej. Ukończył go w marcu 1934, uzyskując stopień kaprala. Następnie pozostał w wojsku jako podoficer zawodowy.
Na Westerplatte przybył 17 marca 1939. Brał udział w umacnianiu tej placówki w sierpniu 1939. W czasie jej obrony był dowódcą wartowni nr 2. Został kontuzjowany. Następnie dostał się do niewoli jenieckiej, w której przebywał do lutego 1945, po czym wrócił do rodzinnego Sławkowa. W czerwcu 1945 wstąpił do Wojska Polskiego. Służył w 16 Dywizji Artylerii Przeciwpancernej w Katowicach. Stamtąd w lutym 1946 przeniesiony został do 3 Brygady Pancernej do Opola. W tym czasie został awansowany na stopień sierżanta. W październiku 1948 przeniesiony do 6 Pułku Czołgów we Wrocławiu na stanowisko szefa kompanii szkolnej. Z powodu złego stanu zdrowia w grudniu 1949 został w stopniu starszego sierżanta przeniesiony w stan spoczynku.
Po zwolnieniu z wojska pracował jako referent i magazynier w Zakładach Wyrobów z Drutu w Sławkowie. Pracował tam do 1966, kiedy to przeszedł na rentę inwalidzką.
Był członkiem Związku Bojowników o Wolność i Demokrację. W 1989 otrzymał nominację na stopień podporucznika. Został pochowany 7 stycznia 1992 na cmentarzu parafialnym w Sławkowie.

## Ordery i odznaczenia
- Krzyż Srebrny Orderu Virtuti Militari[1]
- Medal Zwycięstwa i Wolności 1945 (1946)
- Odznaka Grunwaldzka (1946)
- Medal "Za udział w wojnie obronnej 1939" (1981)
- Odznaka honorowa "Za zasługi dla Miasta Gdańska" (1984)

## Życie prywatne
17 listopada 1947 w Sławkowie zawarł związek małżeński z Ireną Janik. Mieli dwóch synów.

## Upamiętnienie
W filmie Westerplatte (1967) w reż. Stanisława Różewicza w rolę kpr. Bronisława Grudzińskiego wcielił się aktor Tadeusz Pluciński.